# Ґамера 3: Помста Іріс
«Ґамера 3: Помста Іріс» (яп. ガメラ3 邪神〈イリス〉覚醒, Ґамера сурі: дзясін (Ірісу) какусей) — японський фільм 1999 року у жанрі кайдзю ейга. Це одинадцятий фільм про Ґамеру, п'ятий про Гяосу та перший і єдиний за участю Іріс. Фільм є завершальною трилогією епохи Хейсея про Ґамеру, а також останньою, знятим компанією Daiei Motion Picture Company у співпраці з Toho. Це завершальний фільм про Ґамеру, режисером якого був Шюсуке Канеко.

## Сюжет
Через три роки після нападу легіону у всіх частинах світу починають з'являтися Гяоси, несучи загрозу людству. Уряд Японії знову привертає до цієї справи орнітолога Нагаміне.
В цей час, запущений неподалік від острова Окіноторі, дослідний батискаф виявляє ціле підводне кладовище гігантських черепах, схожих на Ґамеру. До керівника дослідженнями морської компанії прибувають таємничі агенти Міто Асакура та Сінья Курата, зацікавлені в талісманах Ґамери, що зберігаються в засекреченому місці. Виявилося, все талісмани дивним чином були зламані після завершення сутички Ґамери з легіоном.
Поки відбуваються всі ці події, в одному селі підростає звичайна 16-річна школярка Аяна. Її батьки загинули в Токіо під час одного з останніх появ Ґамери, після чого її з молодшим братом прихистили родичі. Аяна затамувала ненависть до Ґамери. До неї і брата дуже погано ставляться однокласники, і одного разу Аяні під їх натиском доводиться увійти в занедбану печеру, де, згідно з чутками, живе чудовисько. Разом зі своїм другом Морібе вона знаходить в печері незвичайний камінь з дивними символами, а також незвично велике яйце. Морібе думає зберегти побачене в таємниці. Аяна дізнається в місцевому науково-дослідному інституті про уявлення древніх народів про захисників чотирьох частин світу. Аяна проявляє особливий інтерес до захисника півдня - фенікса.
На наступний день Аяна, нічого не підозрюючи про страшну таємницю печери, знову вирішує туди зайти і на цей раз випадково знаходить там незвичайний металевий предмет (що нагадує талісман Ґамери, але чорний і відрізняється розміром і формою) та істоту схожу на Гяосу, що вилупилася з яйця, але зовсім не агресивну. Аяна називає її Іріс (так само звали її кішку, яка загинула разом з її батьками). Аяну та Іріс знаходить Морібе, він попереджає Аяну про небезпеку, але вона не хоче його слухати.
В цей час в Шібуя з'являються два Гяоси. ґамера, що прилетіла слідом за ними, знищує обох, але під час сутички руйнується значна частина міського району і гине багато людей.
Нагаміне зустрічається з дівчиною Асага, яка встановила духовний зв'язок з Ґамерою під час першої появи гігантської черепахи. Асага розповідає про почуті під час навчання за кордоном легенди народів Океанії про енергію мана, і передбачає, що Ґамера зуміла перемогти Гяосів і легіон саме завдяки енергії мана.
Аяна продовжує відвідувати печеру і підгодовувати Іріс, і в один день Іріс вибирається назовні. Бачачи в Аяни свій символ, істота укладає її в кокон і ховається з нею в печері. Стурбований довгою відсутністю Аяни, Морібе вирушає до печери, взявши зі схованки старий кинджал, який, згідно з переказами, здатний захистити його власника від ворожої сили. Він звільняє Аяну, яка залишилася непритомною. Всі звинувачення покладають на Морібе, а дівчинку відвозять в Кіото. Нагаміне і Асага намагаються знайти Аяну і з'ясовують, що її відвезли на прохання Асакури. У Кіото вони зустрічаються з Куратою. Той виявляється добре обізнаний про Ґамеру, Гяосів і про Іріс. Курата лякаюче глузливо відгукується про напади Гяосів і про Ґамеру.
Морібе дізнається, що Аяна в Кіото і, побоюючись, що Іріс можливо полетить туди, вирушає до міста. В цей час Іріс знову опинилася на волі. Вона збільшується в розмірах, стаючи моторошним монстром. Розгромивши слабкий армійський загін, вона злітає і прямує в Кіото. Іріс знижується в місті, де знаходяться Нагаміне, Асага, Асакура, Курата та Аяна. Прилітає Ґамера і бореться з монстром. Аяна спостерігає за Іріс і наказує їй вбити Ґамеру. Асага намагається переконати Аяну, що Ґамера на стороні людей, а не навпаки. Чудовиська, що борються, наближаються до аеропорту, руйнуючи все навколо. В критичний момент Асакура зриває талісман з Аяни, бажаючи возз'єднатися з Іріс. Ґамера і Іріс падають на будівлю, Асакура і Курата гинуть під уламками.
Іріс схиляється над Аяной, намагаючись завершити возз'єднання, але з'являється Морібе. Він кидає кинджал між монстром і дівчинкою, перериваючи контакт, але Іріс відкидає його мацаками і засмоктує в себе Аяну. Усередині тіла Іріс Аяна занурюється в свої спогади про той день, коли загинули її батьки. На цей раз вона згадує не тільки Ґамеру, але і злобного Гяоса, що протистояв їй. Аяна розуміє свою помилку, і в цей момент Ґамера намагається розірвати тіло Іріс і звільнити Аяну. Іріс протикає клешнею праву лапу Ґамери, прибивши її до колони і висмоктує з неї ману. Іріс починає удосконалюватися і вже намагається вистрілити вогняними кулями з мацаків, але в останній момент Ґамера спалює свою лапу. Відбиваючи своєю раною потік мани Іріс, вільною лапою Ґамера вириває з його тіла кокон з Аяной. Іріс гине від відбитого потоку власної мани, Аяна приходить до тями і не може спочатку повірити, що Ґамера її врятувала.
Аяна, Морібе, Нагаміне і Асага спостерігають за Ґамерою, що йде, готовою до кінця боротися з сотнями Гяосів, які стали злітатись до Японії з усіх сторін світу.

## У ролях
- Шінобу Накаяма — Маюмі Нагаміне
- Ай Маеда — Аяна Хірасака
- Аяко Фудзітані — Асагі
- Сенрі Ямасакі — Міто Асакура
- Тору Тезука — Шінья Курата
- Такасакі Наямі — полковник Такоші
- Хакосакі Сато — генерал
- Кендзі Сото — доктор Сато
- Юкідзіро Хотару — інспектор Осако
- Масагіко Цугава — командувач повітряними силами
- Гірофумі Фукузава — Ґамера
- Акіра Огаші — Іріс
- Кей Хоріє — Шігекі Хінокара, кузина Аяни
- Акі Маеда — Аяна в дитинстві